# Vladan Đurđević
Vladan Đurđević Vlajko (Valjevo, 21. jul 1964) srpski je muzičar. On je basista benda Neverne bebe.

## Biografija
Kompletna Vlajkova biografija vezana je za Milanovu jer su ceo život proveli zajedno u svim zajedničkim bendovima. Izuzimajući period Milanovog boravka u grupi Smak (1986—1987. godine) kao i period njegovog boravka u JNA (1988. godina), sve vreme posvetili su istoj ideji koja se 1993. godine i ostvarila sa osnivanjem Nevernih beba. Vlajko je na početku karijere u prvom bendu bio pevač, a već 1978. godine postao je basista grupe „Meteori.
Po izlasku iz JNA (1984. godine) upisao je žurnalistiku na FPN, nešto kasnije i klasičnu istoriju na filozofskom fakultetu.
Njegova glavna uloga tokom godina bila je i ostala organizacija svih ljudi u bendu i oko benda, tačnije svega onoga što podrazumeva delovanje istog (probe, putovanja, koncerti, smeštaj itd). U Nevernim bebama ima više uloga a jedna od najbitnijih svakako je i određivanje repertoara koji bend izvodi na koncertima. Zadužen je i za kontakte sa svim prijateljima i fanovima benda.
Vladan je oženjen i ima ćerku.

## Spoljašnje veze
- Biografija Vladana Đurđevića Vlajka na neverne-bebe.com